# Getting to the Point
Singles de Electric Light Orchestra
So Serious
(1986) Destination Unknown
(1990)
Pistes de Balance of Power
So Serious Secret Lives
Getting to the Point est une chanson d'Electric Light Orchestra tirée de l'album Balance of Power, sorti en 1986. Elle constitue le troisième et dernier single extrait de l'album, uniquement paru au Royaume-Uni et classé 95e.